# Lac d'Ambléon
Le lac d'Ambléon est un lac de montagne situé dans le massif du Bas-Bugey, dans une combe de la montagne de Tentanet (712 m d'altitude). Sa superficie est de 5,58 hectares.
Reconnu comme Zone naturelle d'intérêt écologique, faunistique et floristique (ZNIEFF) de type I, il se compose d'une partie marécageuse et d'une zone plus profonde, qui ne dépasse cependant pas la dizaine de mètres de profondeur
Le lac d'Ambléon, accessible par la route D41 qui relie Ambléon à Lhuis, est fréquenté en été par les pêcheurs et les promeneurs. À proximité a été érigée une stèle en mémoire du maquis d'Ambléon.

## Description
Le lac d’Ambléon appartient à un ensemble de zones humides situées sur le fond d'un synclinal orienté nord-ouest sud-est. Tous ces sites étaient en connexion il y a une cinquantaine d'années. 
Le développement des ligneux (bourdaine, bouleau) est à l'origine de l'isolement de ces zones humides à la suite de l'arrêt des activités agricoles. Il s'agit d'un lac pittoresque par sa situation dans une combe boisée du massif de la montagne de Tentanet. Il se situe au-dessus du village d'Ambléon, sur la route de Lhuis, à une altitude de 712 m et présente une orientation générale nord-ouest sud-est. 
Ce lac se compose d'une partie marécageuse au nord-ouest et d'une pièce d'eau au sud-est. La longueur de celle-ci est d'environ 375 m, pour une largeur de 175 m (Magnin A, 1904). La profondeur est de l'ordre de la dizaine de mètres. L'alimentation se fait principalement par ruissellement, ainsi que par l'intermédiaire d'un petit affluent débouchant dans la queue sud du lac. Il existe également un petit exutoire dans la partie nord-nord-est situé en contrebas du CD 41. La fréquentation du lac est assez forte, du fait de la pêche et de la baignade (normalement interdite par arrêté) en particulier ; le piétinement empiètent ainsi sur les ceintures végétales. Celles-ci sont néanmoins relativement présentes sur l'ensemble du pourtour, à l'exception de la partie marécageuse au nord-ouest. Ces ceintures sont dominées par le scirpe des étangs et le phragmite. 

### Faune
Les libellules trouvent sur ce site des conditions favorables à leur cycle de vie.
On note ainsi la présence de la grande æschne qui fréquente plutôt la partie marécageuse, de l'agrion gracieux, de l'agrion délicat, de l'agrion à pattes larges et du gomphe gentil qui préfèrent les ceintures de végétation.